# Октябрьский район (Ханты-Мансийский автономный округ)
Октя́брьский райо́н (до 1957 года Микояновский район) — административно-территориальная единица и муниципальное образование (муниципальный район) Ханты-Мансийского автономного округа — Югры в составе Тюменской области России.
Административный центр — посёлок городского типа Октябрьское.

## География
Октябрьский район расположен в пределах лесной зоны Западно-Сибирской равнины.
Площадь района — 24502,14 км², что составляет приблизительно 4,58 % от общей площади Ханты-Мансийского автономного округа — Югры и 1,67 % от площади всей Тюменской области.
Октябрьский район со всех сторон окружает город окружного значения Нягань, а также граничит с другими районами Ханты-Мансийского автономного округа — Югры:
- на северо-востоке — с Белоярским,
- на востоке и юго-востоке — с Ханты-Мансийским,
- на юге — с Кондинским,
- на юго-западе — с Советским,
- на северо-западе — с Берёзовским.

### Климат
Октябрьский район приравнен к районам Крайнего Севера.
Зима длится около 200 дней в году, лето непродолжительное, как правило, жаркое.
Гидрография
Река Обь течёт с юго-востока на север и на северо-запад. В северной части района основное русло реки расчленяется на ряд водотоков-рукавов, основными из которых являются Большая и Малая Обь. Кроме Оби речная сеть представлена 134 малыми реками и ручьями, а также 1644 озёрами и сорами, крупнейшие из которых: Унтор, Лондытув, Большое Емъеховское, Айтор и Сортымлор.
Природа
Основу тайги составляют хвойные деревья: сосна, ель, кедр, реже встречаются берёза и осина. В тайге обитает обширное семейство куньих: соболь, горностай, ласка, выдра, куница. Часто встречаются бурые медведи, лисицы, зайцы.
Леса и болота богаты плодово-пищевыми видами растительности: клюквой, брусникой, черникой, голубикой, смородиной, морошкой, малиной, шиповником, черёмухой, рябиной.

## История
На основании постановления ВЦИК от 4 июля 1937 года в составе Остяко-Вогульского национального округа Омской области образован Микояновский район с центром в селе Кондинское. В район вошло 7 сельсоветов из Берёзовского и Самаровского районов: Большеатлымский, Казымский, Кеушинский, Кондинский, Нарыкарский, Полноватский, Шеркальский.
Указом Президиума Верховного Совета РСФСР от 10 января 1950 года Казымский и Полноватский сельсоветы переданы в Березовский район.
Решением облисполкома от 30 мая 1957 года образован Лорбинский сельсовет; Нарыкарский сельсовет переименован в Перегребинский.
Указом Президиума Верховного Совета РСФСР от 13 декабря 1957 года район переименован в Октябрьский; районный центр — село Кондинское — в село Октябрьское; Кондинский сельсовет — в Октябрьский.
В январе 1958 года Большеатлымский сельсовет переименован в Малоатлымский.
Решениями облисполкома:
- от 23 июля 1959 года — село Октябрьское отнесено к категории рабочих посёлков; Октябрьский сельсовет упразднен;
- от 10 января 1961 года — образован Пальяновский сельсовет;
- от 9 февраля 1961 года — Кеушинский сельсовет переименован в Карымкарский;
- от 6 января 1967 года — образован Няхынский сельсовет;
- от 16 декабря 1971 года — образован Сергинский сельсовет;
- от 10 февраля 1972 года — образован Вонъёганский сельсовет;
- от 19 ноября 1975 года — образован Большеатлымский сельсовет; Лорбинский сельсовет упразднен;
- от 26 октября 1976 года — посёлок Нях отнесен к категории рабочих посёлков; Няхынский сельсовет упразднен;
- от 5 ноября 1984 года — Пальяновский сельсовет переименован в Каменный;
- от 19 ноября 1984 года — посёлок Андра отнесен к категории рабочих посёлков.

Указом Президиума Верховного Совета РСФСР от 15 августа 1985 года рабочий посёлок Нях преобразован в город Нягань окружного подчинения.
Решениями облисполкома:
- от 28 марта 1987 года — образован Нижненарыкарский сельсовет;
- от 10 мая 1988 года — Вонъёганский сельсовет переименован в Унъюганский; посёлок Приобье отнесен к категории рабочих посёлков.
- 14 октября 1991 года — образован р.п. Талинка.
- 22 июля 1992 года — р.п. Талинка передан в адм. подчинение Няганского горсовета.
- 10 января 1997 года — образован Пальяновский сельсовет.

## Население
На момент создания района его население было крайне незначительным и к 1940 году достигло 15 тыс. человек.
| 2002    | 2009    | 2010    | 2011    | 2012    | 2013    | 2014    |
| ------- | ------- | ------- | ------- | ------- | ------- | ------- |
| 29 283  | ↗34 583 | ↘32 224 | ↘32 166 | ↘31 565 | ↘30 787 | ↘30 012 |
| 2015    | 2016    | 2017    | 2018    | 2019    | 2020    | 2021    |
| ↘29 567 | ↘29 271 | ↘29 024 | ↘28 605 | ↘28 311 | ↘28 191 | ↗32 850 |

### Урбанизация
Городское население (посёлки городского типа Андра, Октябрьское, Приобье, Талинка) составляет 50,81 %  населения района.

## Муниципально-территориальное устройство
Муниципальный район включает 11 муниципальных образований нижнего уровня, в том числе 4 городских поселения и 7 сельских поселений:
| №        | Муниципальное образование | Административный центр | Количество населённых пунктов | Население (чел.) | Площадь (км²) |
| -------- | ------------------------- | ---------------------- | ----------------------------- | ---------------- | ------------- |
| 1e-06    | Городское поселение       |                        |                               |                  |               |
| 1        | Андра                     | пгт Андра              | 1                             | ↗2015            | 79,40         |
| 2        | Октябрьское               | пгт Октябрьское        | 3                             | ↗4032            | 205,05        |
| 3        | Приобье                   | пгт Приобье            | 1                             | ↗7550            | 91,69         |
| 4        | Талинка                   | пгт Талинка            | 1                             | ↘3333            | 96,31         |
| 4.000002 | Сельское поселение        |                        |                               |                  |               |
| 5        | Каменное                  | село Каменное          | 2                             | ↗680             | 166,10        |
| 6        | Карымкары                 | посёлок Карымкары      | 2                             | ↗1237            | 212,56        |
| 7        | Малый Атлым               | село Малый Атлым       | 6                             | ↗2037            | 240,05        |
| 8        | Перегрёбное               | село Перегрёбное       | 4                             | ↘3461            | 224,61        |
| 9        | Сергино                   | посёлок Сергино        | 1                             | ↗1722            | 45,74         |
| 10       | Унъюган                   | посёлок Унъюган        | 1                             | ↗5478            | 81,34         |
| 11       | Шеркалы                   | село Шеркалы           | 1                             | ↗1235            | 103,58        |

## Населённые пункты
В районе 22 населённых пункта, в том числе 4 городских (пгт) и 18 сельских.
| №  | Населённый пункт | Тип     | Население | Муниципальное образование       |
| -- | ---------------- | ------- | --------- | ------------------------------- |
| 1  | Андра            | пгт     | ↗2015     | городское поселение Андра       |
| 2  | Большие Леуши    | посёлок | 459       | сельское поселение Малый Атлым  |
| 3  | Большой Атлым    | село    | 326       | сельское поселение Малый Атлым  |
| 4  | Большой Камень   | село    | 95        | городское поселение Октябрьское |
| 5  | Верхние Нарыкары | деревня | 10        | сельское поселение Перегрёбное  |
| 6  | Горнореченск     | посёлок | 163       | сельское поселение Карымкары    |
| 7  | Заречный         | посёлок | 206       | сельское поселение Малый Атлым  |
| 8  | Каменное         | село    | ↘318      | сельское поселение Каменное     |
| 9  | Карымкары        | посёлок | 956       | сельское поселение Карымкары    |
| 10 | Комсомольский    | посёлок | 391       | сельское поселение Малый Атлым  |
| 11 | Кормужиханка     | посёлок | ↘183      | городское поселение Октябрьское |
| 12 | Малый Атлым      | село    | 452       | сельское поселение Малый Атлым  |
| 13 | Нижние Нарыкары  | деревня | 526       | сельское поселение Перегрёбное  |
| 14 | Октябрьское      | пгт     | ↗3792     | городское поселение Октябрьское |
| 15 | Пальяново        | село    | 399       | сельское поселение Каменное     |
| 16 | Перегрёбное      | село    | 3176      | сельское поселение Перегрёбное  |
| 17 | Приобье          | пгт     | ↗7550     | городское поселение Приобье     |
| 18 | Сергино          | посёлок | ↗1722     | сельское поселение Сергино      |
| 19 | Талинка          | пгт     | ↘3333     | городское поселение Талинка     |
| 20 | Унъюган          | посёлок | ↗5478     | сельское поселение Унъюган      |
| 21 | Чемаши           | деревня | 417       | сельское поселение Перегрёбное  |
| 22 | Шеркалы          | село    | ↗1235     | сельское поселение Шеркалы      |

### Упразднённые населённые пункты
Село Ламский, деревня Язовка, посёлок Сотниково.

## Экономика
Промышленность района представлена традиционными отраслями — лесозаготовка, лесопереработка, рыбодобыча и рыбообработка, а также отраслями, история развития которых на территории Октябрьского района сравнительно небольшая — разведка недр и добыча нефти.
Активизация геолого-поисковых работ позволила выявить крупные месторождения нефти и газа. Нефть месторождений, имеющихся в районе, отличается хорошим качеством. Основным разработчиком месторождения нефти и газа является ООО «Кондпетролеум».

## Археология
Городище Шеркалы 1 являлось, предположительно, торговым, военным, политическим и административным центром Кодского княжества.